# BattleTanx: Global Assault
BattleTanx: Global Assault és un videojoc multijugador per la Nintendo 64 (N64) i Playstation en el qual els jugadors han de controlar uns tancs del futur. És la continuació del popular videojoc de N64, BattleTanx, que va utilitzar el mateix tipus de jugabilitat. Però hi han afegit nous elements de joc, com l'habilitat d'utilitzar moviments especials amb els botons C d'esquerra i dreta en el tanc del jugador. 3DO va entrar en bancarrota abans que es pogués llançar una altra seqüela.

## Jugabilitat
Els jugadors prenen el control de diferents bandes, amb cadascun d'elles amb cinc tipus diferents de tancs. La majoria dels tancs poden activar habilitats especials amb els botons C esquerre i dret.
El mode multijugador permet als jugadors jugar en gairebé tots els mapes des del mode de campanya, així com alguns que són exclusius per al multijugador. Els mapes solen basar-se en llocs famosos dels Estats Units o d'Europa, com ara Ruta 66, la Casa Blanca, les Cases del Parlament britàniques, i la Torre Eiffel.

## Argument
El 13 de gener de 2006, el malvat Queenlord Cassandra espia la família de Griffin Spade i ordena a les seves tropes que segrestin el fill de Griffin, Brandon, i matin a tothom. Griffin i el seu exèrcit aconsegueixen empènyer els invasors, però Cassandra aviat gira les taules per l'exèrcit propi de Griffin. Griffin i Madison aconsegueixen escapar de San Francisco i comencen a perseguir a Cassandra a través dels Estats Units, i finalment la van arraconar a Washington. Cassandra, però, escapa amb Brandon al Regne Unit; Griffin i Madison els segueixen. Construeixen a Europa un nou exèrcit i la busquen a través d'Anglaterra, França i Alemanya.
Mentre que a París, descobreixen que Cassandra va llançar el virus el 2001 per matar totes les dones de la Terra que no tenien el poder de "Edge". A Berlín, Griffin finalment rescata a Brandon. Tornen a San Francisco i reforcen una altra invasió dels "Storm Ravens", i finalment derroten a Cassandra a l'illa d'Alcatraz. La història acaba amb una deixada en suspens, ja que un mag desconegut troba el cos de Cassandra i parla d'un "escollit" mentre la ressuscita.